# Kohlpudding
Kohlpudding ist ein Weißkohlgericht aus Dithmarschen.

## Zubereitung
Der Weißkohl wird blanchiert auf eine eingefettete Puddingform gelegt und lagenweise mit Hackfleisch und Kartoffeln eingefüllt; dann wird der Kohlpudding im Wasserbad etwa eineinhalb Stunden gegart.
Vor dem Servieren wird der Kohlpudding aus der Form gestürzt.